# Groșii Țibleșului (gmina)
Groșii Țibleșului – gmina w Rumunii, w okręgu Marmarosz. Obejmuje tylko jedną miejscowość Groșii Țibleșului. W 2011 roku liczyła 2095 mieszkańców.